# La Algaba
La Algaba è un comune spagnolo di 14 942 abitanti situato nella comunità autonoma dell'Andalusia.

## Geografia fisica
Il comune è bagnato dal fiume Guadalquivir.